# Everardia disticha
Everardia disticha är en halvgräsart som beskrevs av Tetsuo Michael Koyama och Bassett Maguire. Everardia disticha ingår i släktet Everardia och familjen halvgräs. Inga underarter finns listade i Catalogue of Life.